# 寺島優
寺島 優（てらしま ゆう、男性、1949年（昭和24年）6月- ）は、日本の漫画原作者、脚本家。本名：中村 修（なかむら おさむ）。東京都出身。

## 来歴
俳優・中村哲の長男として生まれる。姉の影響で幼少期から少女漫画を読んでおり、高校時代には漫画家を志して自ら少女漫画を描き、「りぼん」に原稿を持ち込んでいた。
武蔵大学人文学部社会学科卒業後、東宝に入社。宣伝部にて山口百恵・三浦友和の文芸シリーズ、アニメ映画の『ルパン三世』『エースをねらえ!』などの宣伝を担当した。
会社員業のかたわら、1978年に「週刊少年ジャンプ」で開催された「ジャンプ原作大募集」に応募し『からくり源内』が準入選。続く1979年に『テニスボーイ』（作画：小谷憲一）で連載デビュー。これをきっかけとし、1980年12月に東宝を退社する。
本名である中村修名義でテレビアニメの脚本も執筆している。

## 作品リスト

### 漫画原作
- テニスボーイ（作画：小谷憲一、週刊少年ジャンプ、1979年 - 1982年）
- ウイニング・ショット（作画：小谷憲一、週刊少年ジャンプ、1982年）
- ウルフにKISS（作画：小谷憲一、週刊少年ジャンプ、1985年）
- 美♥美ハリケーン（作画：のだしげる、月刊少年ジャンプ、1987年）
- 雷火（作画：藤原カムイ、コミックバーガー→コミックバーズ、1987年 - 1997年）
- 競艇少女（作画：小泉裕洋、スーパージャンプ、1996年 - 2003年）
- 口福の人 （作画：あおきてつお、MANGAオールマン、1999年 - 2000年）

### アニメ脚本
- ロボタン（1986年）（日本テレビ系列）
- Bugってハニー（1987年）（日本テレビ系列）
- ホワッツマイケル（1988年 - 1989年）（テレビ東京系列）
- それいけ!アンパンマン（1989年 - 1994年、1997年、2013年）（日本テレビ系列）
  - それいけ!アンパンマン みんな集まれ!アンパンマンワールド（1994年）（映画）
- パラソルヘンべえ（1990年 - 1991年）（NHK）（シリーズ構成）
- おばけのホーリー（1991年 - 1993年）（NHK）（シリーズ構成）
- ウィザードリィ（1991年）（OVA）
- ママは小学4年生（1992年）（日本テレビ系列）
- チロリン村物語（1992年 - 1993年）（NHK）
- 恐竜惑星（1993年 - 1994年）（NHK）
- かいけつゾロリ（1993年）（映画）
- モンタナ・ジョーンズ（1994年 - 1995年）（NHK）（シリーズ構成）
- ゴールFH（1994年）（NHK）（原作・シリーズ構成）
- 魔法騎士レイアース（1995年）（日本テレビ系列）（シリーズ構成（第1話から第18話のみ））
- ヤンボウ ニンボウ トンボウ（1995年 - 1996年）（NHK）（シリーズ構成）
- アリス探偵局（第2期）（1996年 - 1997年）（NHK）（シリーズ構成（第15話から第28話のみ））
- はりもぐハーリー（1996年 - 1997年）（NHK）（シリーズ構成）
- アリスSOS（1998年 - 1999年）（NHK）（シリーズ構成）
- モンスターファーム（1999年 - 2000年）（TBS系列）
- バーバパパ 世界をまわる（1999年）（NHK）（シリーズ構成）
- ファーブル先生は名探偵（2000年）（NHK）（原作・シリーズ構成）
- キックオフ2002（2002年）（NHK）（シリーズ構成）
- ぷるるんっ!しずくちゃん（2007年 - 2008年）（テレビ東京系列）

### 著作
- 「占領下のエンタテイナー 日系カナダ人俳優&歌手・中村哲が生きた時代」（草思社、2020年）